# ジャーマン・カーズ
ジャーマン・カーズ（German Cars）は、文友舎が発行していた季刊の自動車雑誌。2024年2月8日発売の「2024年3月号」を以って休刊した。

## 概要
2002年にアポロ出版から創刊。2005年に社名変更をされたアポロコミュニケーションズ時代を経て、2006年の同社倒産の後、ぶんか社に移管され2019年にグループ再編で文友舎に移管して継続刊行していた。2024年に休刊。
アポロコミュニケーションズはぶんか社傘下の編集プロダクション新アポロ出版として再編され、同社は『ジャーマン・カーズ』の編集・広告に関する業務を引き続き行っていた。なお、アポロ出版およびアポロコミュニケーションが発行していた時期は「株式会社ディーアンドエー」が販売元となっていたが、移管後は発行販売ともにぶんか社が行っていた。
誌名の通り、主にメルセデス・ベンツやBMWなどのドイツ車に関する話題やメンテナンス情報、激安中古車情報、新車情報を取り扱う。メルセデス・ベンツ初代Eクラス（W124系）の最上級グレード500Eの専門記事『500E倶楽部』が長期掲載されていた。